# 京都御馬揃え
京都御馬揃え（きょうとおうまぞろえ）は天正9年2月28日（1581年4月1日）、織田信長が京都で行った大規模な観兵式・軍事パレードである。

## 概要
天正9年（1581年）2月28日、京都内裏東において、大規模な馬揃えが行われた。丹羽長秀や柴田勝家をはじめ、織田軍団の各軍を総動員する大規模なものだった。正親町天皇が招待され、近衛前久ら馬術に通じた公家にはパレードへの参加が許された。
3月5日、信長は再度、名馬500余騎をもって馬揃えを挙行した。

## 考察
このパレードの目的は、天下布武を標榜する織田信長が、周辺大名を牽制し、力を誇示するためと考えられている。これにより、信長は京都の平和回復と織田家の天下掌握を内外に知らしめた。また、天皇や公家を招待した理由については、朝廷を威圧するためという説と、天皇側から観覧を希望したという説とがある。
今谷明は、信長は正親町天皇に再三にわたって譲位をうながしていたが天皇は譲位に応じず、業を煮やした信長が天正9年の2月から3月にかけて二度、馬揃えを行なって天皇を軍事的に威圧したが、それでも天皇は譲位しなかったとする。
しかし、中世には天皇は早期に譲位して皇子の即位を見届け、その後は院政を布くことが常態であった。衰退した室町幕府が新天皇の即位に必要な一連の儀式の費用、また譲位後の上皇の住居や警備にかかる費用を負担できず、正親町天皇の曾祖父・後土御門天皇、祖父・後柏原天皇、父・後奈良天皇と3代続けて譲位したくてもできなかったとことを天皇が遺憾に思っており、信長の財政支援による譲位を悲願として歓迎する気持ちが天皇の書簡からもうかがえることから、今谷説は否定されつつある。
馬揃えの会場となった内裏の東側は陣中と呼ばれる区域内で、古代の大内裏の内側に準じて牛車宣旨の無い者はいかなる者も馬を含む乗り物を乗り入れさせることが禁じられていたが、この馬揃えでは陣中で開催されることについて問題視された形跡は無く、これを天皇や公家が馬揃えの実施に好意的であったと見る考えもある。

## 参加者
※『信長公記』による。
- 一番：惟住五郎左衛門尉長秀（丹羽長秀）、摂州衆（高山重友、中川清秀、池田元助、池田輝政、塩川長満ら）、若州衆（粟屋勝久、武田元明、山県秀政、逸見昌経、熊谷直之、内藤勝行ら）、西岡の河島（革島一宣）
- 二番：蜂屋兵庫頭（蜂屋頼隆）、河内衆、和泉衆（沼間清成ら）、根来寺の内大ヶ塚、佐野衆
- 三番：惟任日向守（明智光秀）、大和・上山城衆
- 四番：村井作右衛門（村井貞成）、根来・上山城衆
- 御連枝の御衆：中将信忠卿（織田信忠）の80騎と美濃衆・尾張衆、北畠中将信雄（織田信雄）の30騎と伊勢衆、織田上野守信兼（織田信包）の10騎、三七信孝（織田信孝）の10騎、七兵衛信澄（津田信澄）の10騎、源五（織田長益）、又十郎（織田長利）、勘七郎（織田信弌）、中根（織田信照）、竹千代（織田信氏）、周防（織田周防守）、孫十郎[4]
- 公家衆：近衛殿（近衛前久）、正親町中納言殿（正親町季秀）、烏丸中納言殿（烏丸光宣）、日野中納言殿（日野輝資）、高倉藤衛門佐殿（高倉永孝）、細川右京大夫殿（細川信良）、細川右馬殿（細川藤賢）、伊勢兵庫頭殿（伊勢貞為）、一色殿（一色義定）、山名殿（山名氏政）、小笠原（小笠原長時）、高倉永相、竹内長治
- 馬廻・小姓衆：各15騎
- 越前衆：柴田修理亮（柴田勝家）、伊賀（柴田勝豊）、三左衛門（柴田勝政）、不破河内守（不破光治）、前田又左衛門（前田利家）、金森五郎八（金森長近）、原彦次郎（原長頼）
- 弓衆（100人）：平井久右衛門、中野又兵衛（中野一安）
- 名馬6頭：厩奉行（青地与右衛門）、中間衆
- 坊主衆：夕庵（武井夕庵）、長安（楠木正虎）、長雲（長雲軒妙相）、友閑（松井友閑）
- 織田信長、小人27人
  - 先に曲禄持ち4人（奉行は今若）
    - 左の御先小姓：杖持ちの北若、長刀持ちのひしや、小人5人、行縢持ちの小市若
    - 右の御先小姓：行縢持ちの小駒若、小人6人、太刀持ちの糸若、長刀持ちのたいとう

## 逸話
- 吉田兼見の『兼見卿記』に拠れば、信長が正式開催日を決めたのは25日である。
- 吉田兼見には一か月ほど前に明智光秀から参加要請が届いた。吉田は翌日に明智の居城である近江坂本まで出向いて参加免除を願った。吉田への参加要請は明智の一存であったらしく、しかし不参加により信長の機嫌を損ねないようにも要請している。その後、吉田は明智や村井貞勝と参加すべきか否かについて相談している。
- 10日ほど前から諸国の武将が三々五々上洛したため、京洛中は大変な混雑であった。[5]
- 近衛前久は入念に準備を進め、一か月前から乗馬訓練をしていたが、二週間ほど前に更なる良馬を求めて津田重久に手配してもらっている。津田は近江坂本から馬を手配したが、近衛はこの馬を気に入らなかったため、翌日坂本に送り返された。
- 貧窮していた山内一豊の妻がへそくりを用立てて安土城下にて良馬を購入し、この天覧馬揃えに参加した。これが信長に高評価されて出世に繋がった、という話は有名であるが、史実と照らし合わせた場合、山内は当時既に2千石の所領を持ち、さらに所領は播磨国であったことから、逸話の信憑性は現在はおよそ否定されている。仮に山内の同逸話の内容が事実であった場合でも、この京都の馬揃えではなく、これ以前に安土城下などで行われた馬揃え（左義長）での話となる。
- 信長の配下武将でも高位にあった羽柴秀吉も本来であれば参加しているはずであった。しかし、羽柴は当時、播磨国姫路城に在って中国地方での対陣中であったため、自身が配下武将を引き連れて参加することはできなかった。これを大変悔しがっていたと伝わり、長谷川秀一に宛てた書状では、せめて当日の内容や雰囲気だけでも知りたい、と書いている。
- 河内国の三好康長、多羅尾光俊や池田教正、野間長前らは四国出兵の用意のために参加を免除されている。
- その他にも、摂津伊丹城の池田恒興や丹後の細川藤孝らは、それぞれの居城守備として参加を免除されているが、池田細川両氏に対して、子息を参加させるよう要請が出されている。